# Kachstedt
Kachstedt ist ein Ortsteil der Stadt Artern im östlichen Teil des Kyffhäuserkreises in Thüringen.

## Lage
Der Ort Kachstedt befindet sich etwa 30 Kilometer (Luftlinie) östlich der Kreisstadt Sondershausen und drei Kilometer nördlich der Kernstadt Artern. Als höchste Erhebung gilt der Weinberg  (181,9 m ü. NN) am östlichen Rand der Gemarkung.

## Geschichte
Kachstedt, Cahstedt, erstmals im Verzeichnis der Güter des vom Erzbischof Lullus († 786) von Mainz erbauten Klosters Hersfeld als Cazstadt urkundlich erwähnt. Ursprünglich ein einfaches Dorf, entwickelte es sich später zum Vorwerk im mansfeldischen Amt Artern, und ist heute ein Ortsteil von Artern. Die Familie Knaut auf Ringleben und Voigtstedt ist urkundlich als Lehnsinhaber der Vorwerkes von 1525 bis 1553 nachzuweisen.